# Moblin
Moblin (Mobile Linux ) is een opensource-Linuxdistributie die speciaal ontworpen is voor gebruik op mobiele toestellen. Het is een ontwikkelingsproject van de Linux Foundation.
Moblin kan als live image worden opgestart. Dit maakt het mogelijk om het besturingssysteem rechtstreeks van een cd-rom, dvd-rom of USB-stick op te starten. Dit is dus onafhankelijk van het reeds geïnstalleerde systeem op de computer. Op deze manier kan Moblin gebruikt worden zonder dat het geïnstalleerd wordt op de harde schijf. Dit is bij Linux een veel geziene methode, die de drempel om 'even' een ander besturingssysteem te proberen aanzienlijk verlaagt. Een tweede functie van het Live systeem is het gebruiken, aanpassen of herstellen van data van een bestaande installatie.
Moblin kan ook op de harde schijf geïnstalleerd worden. Op deze manier kan men Moblin als primair besturingssysteem gebruiken, zonder op te moeten starten van USB's of cd's.

## Mobiel
Moblin is voor mobiel gebruik. Het is ontworpen om samen te werken met de Intel Atom processor of de Intel Core 2-processor. Het systeem draait op een Linuxkernel met daarboven de applicatie- en gebruikersinterface. Hierdoor kan het gebruikte systeem zuiniger werken.
Moblin draait op verschillende mobiele toestellen. De gebruikersinterface en de snelheid van Moblin zijn afgestemd op de processorkracht en schermgrootte van kleinere laptops (netbooks). In netbooks met een Atom-processor en een Intel-chipset (dat geldt voor verreweg de meeste netbooks) maakt Moblin optimaal gebruik van de grafische versnelling van de chipset om voor een snelle gebruikersinterface met een moderne uitstraling.
- Netbooks.
- Mobile Internet Devices (MID).
- In-Vehicle-infotainmentsystemen.

## Onderdelen
- Moblin Image Creator (MIC): Hiermee kan een ontwikkelaar een eigen Linux-systeem maken voor een toestel. Gebruikmakende van MIC kan een ontwikkelaar zelf kiezen welke onderdelen van Moblin men wil integreren in het eigen systeem.
- Kernel: Specifieke updates voor de Linux kernel en verschillende drivers van het toestel.
- UI Framework: Gebruikersinterface en de onderliggende Clutter- en GTK-gebaseerde framewerken.
- Power Management Policy: verbeterde Linux-powermanagementmogelijkheden.
- Browser: Een browser gebaseerd op Mozilla-technologie met finger-driven UI- en MID UI-integratie. De browser ondersteunt standaard plug-ins zoals Adobe Flash.
- Multimedia: Voorzieningen voor het afspelen van audio en video en het bekijken van foto's via Helix of GStreamer met ondersteuning van de GUPnP-bibliotheek.
- Linux Connection Manager: Internet-connecties kunnen gemaakt worden via zowel bekabelde als draadloze technologieën.

## Applicaties
De interface is ontworpen voor netbook en andere draagbare systemen en gebouwd met open source grafische technologieën zoals Clutter, DRI2 en KMS. Deze werken aan de hand van werkbalken en panelen die bovenaan het scherm beschikbaar zijn.
- Myzone is een variatie op de desktop. Het is een overzicht van de laatste activiteiten van de gebruiker op het systeem. het scherm is hier verdeeld in drie regio's.
  - recente activiteiten (links): dit zijn een kalender en een to-dolijst.
  - recente bestanden en websites (midden): dit zijn onlangs bekeken foto's en websites.
  - recente updates van sociale netwerken (rechts): dit zijn sociale netwerken zoals bijvoorbeeld Twitter.

- Een gepersonaliseerde werkbalk die de gebruiker toelaat makkelijker naar eigen bestanden te gaan. De meeste menu-onderdelen tonen de meest recente items die de gebruiker heeft geopend. Zo laat bijvoorbeeld het mediapaneel de meest recent gespeelde mediabestanden zien.

- De browser is gebaseerd op Mozilla, en omgezet in een Clutter-shell.
- De mediaspeler laat het toe om van alle media te zien, naar één bepaald bestand bekijken te gaan. De mediaspeler detecteert zowel media op externe USB-toestellen, als UPnP-toestellen op een netwerk.